# Etan
Etan (C2H6) – organiczny związek chemiczny z grupy alkanów. Występuje w przyrodzie jako jeden ze składników gazu ziemnego.

## Otrzymywanie
Na skalę techniczną jest otrzymywany z produktów obróbki termicznej ropy naftowej i węgla kamiennego. Do celów laboratoryjnych można go otrzymać w wyniku elektrolizy stężonego roztworu soli octanowej (np. octanu sodu):
2CH
3COO−
 → C
2H
6↑ + 2CO
2↑ + 2e−

albo przez katalityczne uwodornienie etenu lub etynu (np. na katalizatorze platynowym):
C2H4 + H2 → C2H6
C2H2 + 2H2 → C2H6
W wyniku katalitycznego odwodornienia etanu otrzymuje się eten (etylen), który jest ważnym surowcem w przemyśle chemicznym (np. do produkcji polietylenu). Odwodornienie odbywa się przeważnie na katalizatorze niklowym.